# Герани (късноантично селище)
Герани (на гръцки: Παλαιοχριστιανικός οικισμός στο Γεράνι) е римско и раннохристиянско селище край халкидическото село Неа Фокея, Гърция.

## Местоположение
Герани е блатиста местност, разположена на около 7 km западно от Неа Фокeя и северозападно от Касандрийския затвор, на брега на Солунския залив.

## История
В 1996 година са извършени разкопки на тясната ивица земя, която разделя блатото от морето. Там е разкрито римско и раннохристиянско селище, чиято площ се оценява на около 150 декара. В центъра на селището е имало храм. Населението вероятно се е занимавало със системната експлоатация на соленото блато, като следите от солници се виждат ясно на много места. От цялото селище са разкопани част от раннохристиянски негропол и сграден комплекс. В центъра на селището чрез повърхностно проучване са идентифицирани руините на раннохристиянска базилика с пристройки. Некрополът се простира на запад от блатото до морето. Проучени са 18 гроба, кутиевидни и сводести, датиращи от IV – VI век. Изградени са с употребяван строителен материал от по-стари сгради. Също така са открити голям брой груби погребения. Сред гробните дарове има бижута – много медни и малко сребърни обеци и пръстени, стъклени мъниста – лампи и няколко монети. Сред находките е част от глинен печат за дарение.
В 2000 година селището е обявено за защитен паметник. За него се грижи XVI ефория за праисторически и класически старини.